# 반콕군
반콕군은 우따라딧주의 행정 구역이다. 이 지역의 총 인구 수는 2008년 기준으로 14395명이다. 인구 밀도는 13.5km2이다.

## 행정 구역
| 번호 | 지명           | 태국어 지명 | 빌리지 | 인구  |
| ---- | -------------- | ----------- | ------ | ----- |
| 1.   | Muang Chet Ton | ม่วงเจ็ดต้น    | 7      | 3,623 |
| 2.   | Ban Khok       | บ้านโคก      | 7      | 3,960 |
| 3.   | Na Khum        | นาขุม        | 7      | 3,330 |
| 4.   | Bo Bia         | บ่อเบี้ย       | 7      | 3,482 |

1. ↑  “Population statistics 2008”. Department of Provincial Administration. 2009년 8월 20일에 원본 문서에서 보존된 문서.